# 擒拿
擒拿（きんな 繁体字: 擒拿; 拼音: qín ná; ウェード式: ch'in2 na2; イェール式広東語: kàhm nàh）は中国武術で用いられる関節技の総称。擒拿術（きんなじゅつ）あるいは擒拿法（きんなほう）とも呼ばれる。
敵を掴んで捉え、梃子の原理を用いた技法で、四肢や頚部の関節を攻撃して挫き受傷させる。また擒拿を用いる場合は、経絡・経穴を攻撃する「点穴法」、血脈（血管・神経）を攻撃し分断させる「截脈法」、気道を圧迫して攻撃し呼吸を困難とさせる「閉気法」、打撃を用いて攻撃し関節を挫く「鉄歯法」などと併用されることが多く、広義にはこれらの技法も擒拿に含まれる。
柔術における「逆技」に相当する。
中国武術のいずれの門派でも擒拿の技法を持っている。鷹爪翻子拳は擒拿に優れた門派として知られる。
擒拿の「擒」には捉える・罠に掛ける、「拿」には手指を用いて掴むといった意味がある。